# Pearcea hispidissima
Pearcea hispidissima là một loài thực vật có hoa trong họ Tai voi. Loài này được (Wiehler) L.P. Kvist & L.E. Skog mô tả khoa học đầu tiên năm 1996.